# Rino Hosoda
Rino Hosoda –en japonés, 細田梨乃, Hosoda Rino– (23 de junio de 1995) es una deportista japonesa que compitió en natación. Ganó una medalla de bronce en el Campeonato Mundial de Natación en Piscina Corta de 2014, en la prueba de 4 × 100 m estilos.

## Palmarés internacional
| Campeonato Mundial en Piscina Corta | Campeonato Mundial en Piscina Corta | Campeonato Mundial en Piscina Corta | Campeonato Mundial en Piscina Corta |
| Año                                 | Lugar                               | Medalla                             | Prueba                              |
| ----------------------------------- | ----------------------------------- | ----------------------------------- | ----------------------------------- |
| 2014                                | Doha (Catar)                        | Medalla de bronce                   | 4 × 100 m estilos                   |